# 歐申賽德 (加利福尼亞州)
歐申賽德（Oceanside, California）是美國加利福尼亞州圣迭戈縣的一個城市，位於該縣西部太平洋岸。面積107.7平方公里，2006年人口165,803人。
1883年開埠，1888年7月3日建市。

## 交通
- 歐申賽德公共交通中心

## 姐妹城市
- 日本富士市
- 日本木更津市
- 萨摩亚阿納區
- 墨西哥恩森那達